# 准噶尔前胡
准噶尔前胡（学名：Peucedanum morisonii）为伞形科前胡属的植物。分布于哈萨克斯坦、俄罗斯以及中国大陆的新疆等地，生长于海拔1,200米至1,700米的地区，多生长于山地灌丛以及草坡，目前已由人工引种栽培。